# Load cast

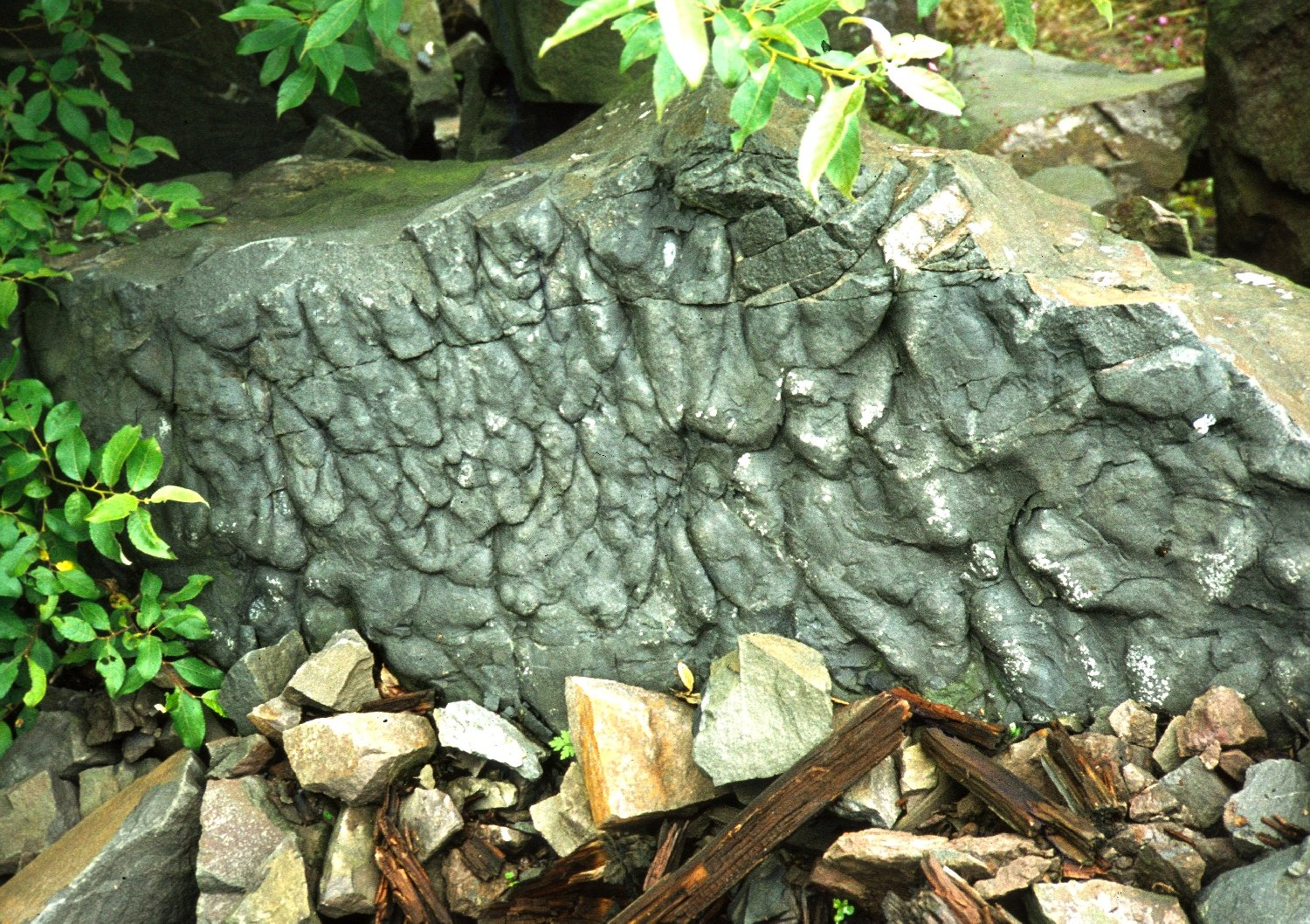
Load casts aan de onderkant van een sedimentair gesteente in een groeve bij Pressig, Duitsland.

Een load cast  of sedimentary flame structure is een sedimentaire structuur, die wordt gevormd als sedimentlagen met ongelijke dichtheid over elkaar worden afgezet (bijvoorbeeld zandlaagjes over kleilaagjes). De dichtere zandlaag zakt als het ware weg in de lichtere kleilaag. Hierdoor ontstaan naar beneden convexe bollingen in het grensvlak tussen de twee lagen. Anders gezegd zal de onderliggende laag puntvormige uitstulpingen naar boven vertonen.
Load casts onderscheiden zich van cusp and lobestructuren doordat ze slechts naar één kant werken: als op de (dichtere) zandlaag weer een (lichtere) kleilaag ligt zal dit grensvlak gewoon recht blijven. Omdat ze zich altijd aan de onderkant van de dichtere laag bevinden zijn load casts goed geschikt als top-bottomcriterium in sedimentaire gesteenten.